# 1839 год в литературе

## События
- 1 января в Петербурге вышел первый номер журнала «Отечественные записки».
- В 1838-1839 году была написана поэма «Мцыри» М. Лермонтов
- Н.В. Гоголь пишет «Ночи на вилле» (не окончено).
- Алексей Кольцов написал стихи: «Не разливай волшебных звуков», «Тоска по воле», «Хуторок», «Песня ( «Говорил мне друг...»)», «Что ты слышишь, мужичок?...»[1]
- М.Лермонтов написал стихотворения: «Когда я стану умирать...». «Три пальмы», «Не верь себе» Евгений Баратынский - «Были бури, непогоды...», Николай Огарёв - «Осеннее чувство».[2]
- Николаем Некрасовым написано стихотворение под названием «Сердцу».[3]
- Опубликована  2-я часть романа Оноре де Бальзака «Утраченные иллюзии» - «Провинциальная знаменитость в Париже».[4]
- В № 7 «Отечественных записок» за 1839 год под псевдонимом «-ова» был опубликован вольный перевод стихотворения Г.Гейне «Ich weiss nicht, was soll es bedeuten». Этот перевод, сделанный Каролиной Павловой, стал первым переводом стихотворения «Лорелея» Г.Гейне в России.[5]
- В 1839 г. увидел свет сборник Теодора Эрсара де ля Виллемарка «Barzaz Breiz» («Бретонские песни»), представляющий собой литературную обработку песен и баллад.[6]
- В 1839 году Достоевский сформулировал своё творческое кредо: «Человек есть тайна. Её надо разгадать, и ежели будешь её разгадывать всю жизнь, то не говори, что потерял время; я занимаюсь этой тайной, ибо хочу быть человеком».[7]
- В журнале «Современник»,1839, кн.I, впервые опубликована социальная сатира в стиле антиутопии на США середины XIX века В.Ф.Одоевского «Город без имени».[8].
- Изданы «Добавления к «Кавалерист-девице»» Надежды Дуровой.[9]
- В 1839 году в Типографии Штаба Отдельного корпуса внутренней стражи под псевдонимом «Александров» впервые был опубликован роман «Гудишки», принадлежащий перу первой в России  женщине-офицеру Надежде Дуровой.[10].
- Через 10 лет после смерти автора и через 6 лет после первого издания в Москве (1833) в Санкт-Петербурге вышло второе издание комедии А.Грибоедова «Горе от ума», на ста страницах которой размещена статья Ксенофонта Алексеевича Полевого “О жизни и сочинениях А. С. Грибоедова“.[11]

## Книги
Эдгар Алан По:
- "Вильям Вильсон, рассказ .[12];
- «Человек, которого изрубили в куски», рассказ;[13]
- «Чёрт на колокольне», рассказ.[14]

Михаил Юрьевич Лермонтов:
Поэма «Демон» (восьмая редакция)
стихотворения:
- «А. А. Олениной»;
- «Дары Терека»;
- «Молитва (В минуту жизни трудную»;
- «Не верь себе»;
- «Память А. И. Одоевского»;
- «Песня Казбича»;
- «Три пальмы»;
- «Э. К. Мусиной-Пушкиной»;
- «***(Как на вольной волюшке)»;
- «***(О,как прхладно и весело нам)»;
- «***(Ребёнка милого рожденье)».

Повесть Владимира Соллогуба. «История двух калош».
Книга Евдокии Ростопчиной. «Очерки большого света»
Рассказ Эдгара Аллана По. «Падение дома Ашеров».
Повесть Михаила Загоскина «Тоска по родине».
«Утренняя звезда. Альманах на 1839 год» — издатель В. А. Владиславлев
Роман Энн Стивенс «Малеска, или Жена-индианка белого охотника».

## Родились
- 27 января — Павел Платонович Чубинский — украинский поэт, фольклорист, государственный деятель, (умер 29 января 1884 года).[22]
- 7 февраля — Элеонора Беницкая-Байза, венгерская писательница (ум. 1905).
- 8 февраля — Иван Захарьин, русский писатель, драматург, очеркист, поэт, (умер 20 октября 1906 года).[23]
- 9 февраля — Илия Блысков,  болгарский писатель и переводчик (умер в 1913).
- 12 февраля — Виктор Иванович Василенко, российский и украинский этнограф и статистик; один из авторов «ЭСБЕ», (умер 4.03/6.04.1914).[24]
- 15 февраля — Райко Жинзифов, болгарский писатель, журналист и переводчик, (умер 15 февраля 1877)[25]
- 3 марта — Рудольф Эльхо, немецкий писатель (умер в 1923 году)
- 13 марта — Александр Александрович Навроцкий, русский поэт и драматург, (умер 28 мая 1914 года.).[26]
- 3 мая — Иоганнес Фастенрат, немецкий писатель, поэт и переводчик (умер в 1908).
- 6 мая — Мария Клеммер, американская писательница.
- 7 мая — Франц Закрейс, чешский писатель, (умер 9 июня 1907 года).[27]
- 16 мая — Франсуа Арман Сюлли-Прюдом, французский поэт, первый лауреат Нобелевской премии по литературе 1901 года, (умер в 1907).
- 29 июня — граф Владислав Козебродский, польский драматург и писатель.
- 18 июля — Иван Куратов — основоположник коми литературы, коми поэт, переводчик,. (умер 29 ноября 1875 года[28]
- 21 июля — Жоаким Мария Машаду де Ассис, бразильский писатель, романист, (умер 29 сентября 1908 года)[29]
- 2 сентября — Генри Джордж, американский писатель, политик, (умер 29 октября 1897 года)[30]
- 24 сентября — Фёдор Берг, русский поэт, прозаик, публицист, (умер 4/17 апреля 1909 года)[31]
- 8/20 октября — Блинов Николай Николаевич, священник, писатель, просветитель, Почётный гражданин г. Сарапула, (умер 31 декабря 1917/13 января 1918 года).[32]
- 10 ноября — Василий Авенариус, писатель для детей и юношества, (умер 9 ноября 1923 года)
- 23 ноября — Ян Гавелка, чешский и моравский писатель (умер в 1886).
- 29 ноября — Людвиг Анценгрубер (Ludwig Anzengruber), австрийский драматург, писатель, поэт, (умер в 1889).[33]
- 18 декабря — Эмилио Прага, итальянский поэт, либреттист, драматург  (умер в 1875).

## Умерли
- 22 апреля - Денис Давыдов, поэт, писатель, военный деятель, герой Отечественной войны 1812 года.[34]
- 16 (28) июня — Александр Фёдорович Воейков, русский поэт, переводчик, литературный критик, издатель, журналист, член Российской академии (родился в 1778 или 1779).[35]
- 15 августа - Александр Одоевский, поэт, декабрист.[36]
- 26 ноября — Дашков, Дмитрий Васильевич, русский литератор, основатель литературного общества «Арзамас» (родился в 1789.